# Pentarrhinum
Genre
Pentarrhinum est un genre de plantes à fleurs de la famille des Apocynaceae.

## Liste d'espèces
Selon The Plant List (25 septembre 2017) :
- Pentarrhinum abyssinicum Decne.
- Pentarrhinum balense (Liede) Liede
- Pentarrhinum coriaceum Schltr.
- Pentarrhinum gonoloboides (Schltr.) Liede
- Pentarrhinum insipidum E.Mey.
- Pentarrhinum ledermannii (Schltr.) Goyder & Liede
- Pentarrhinum somaliense (N.E. Br.) Liede

Selon Tropicos (25 septembre 2017) (Attention liste brute contenant possiblement des synonymes) :
- Pentarrhinum abyssinicum Decne.
- Pentarrhinum balense (Liede) Liede
- Pentarrhinum coriaceum Schltr.
- Pentarrhinum fasciculatum K. Schum.
- Pentarrhinum gonoloboides (Schltr.) Liede
- Pentarrhinum insipidum E. Mey.
- Pentarrhinum iringense Markgr.
- Pentarrhinum ledermannii (Schltr.) Goyder & Liede
- Pentarrhinum somaliense (N.E. Br.) Liede
- Pentarrhinum tylophoroides K. Schum.